# Jacek Müldner-Nieckowski

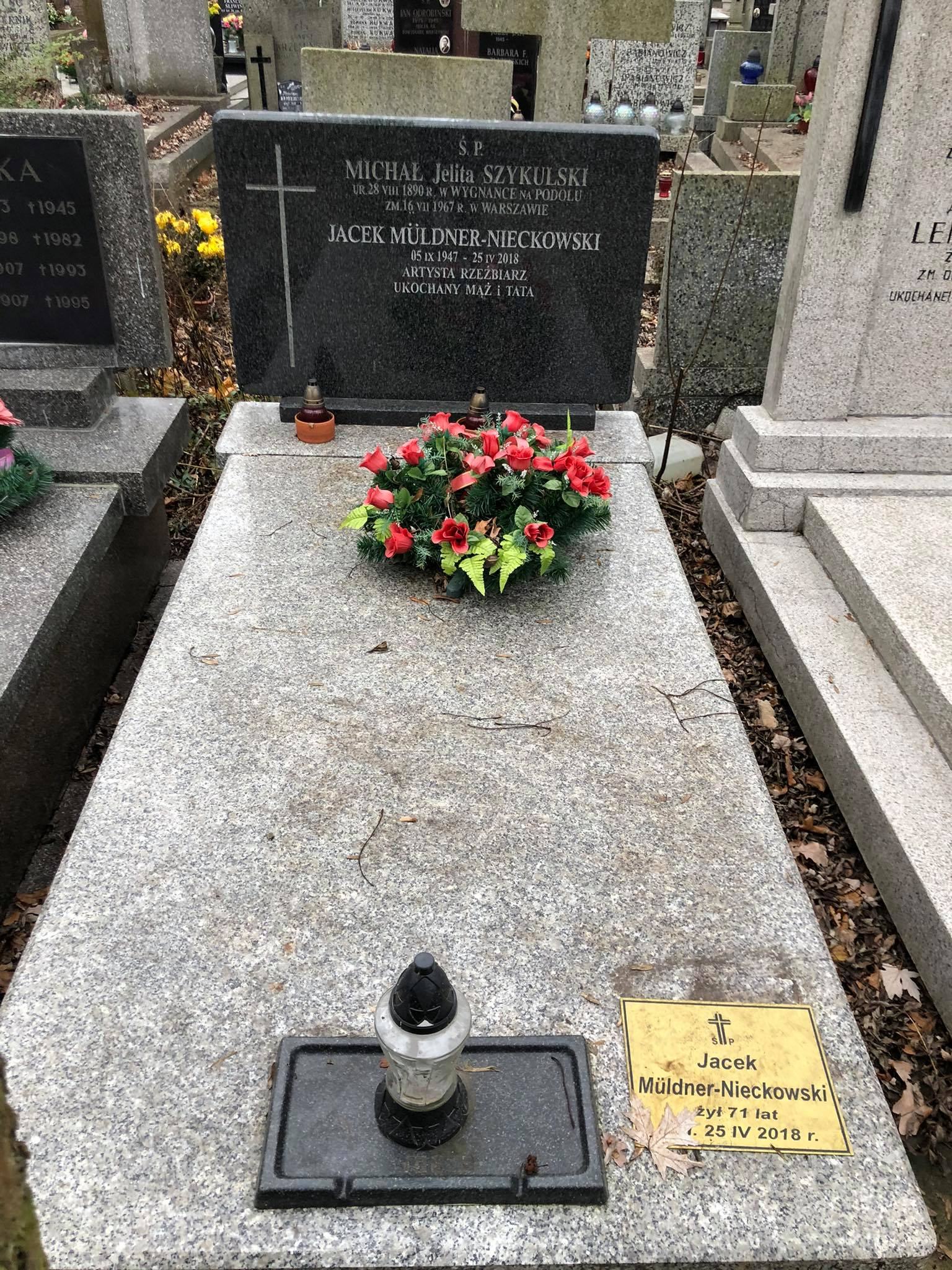
Grób Jacka Müldnera-Nieckowskiego na cmentarzu Bródnowskim

Jacek Müldner-Nieckowski (ur. 5 września 1947 w Zielonej Górze, zm. 25 kwietnia 2018 w Warszawie) – polski rzeźbiarz.

## Życiorys
W 1975 ukończył studia w Akademii Sztuk Pięknych w Warszawie, następnie w 1978 odbył studia z zakresu ceramiki w Faenza we Włoszech. Miał kilkanaście wystaw indywidualnych we Włoszech, Stanach Zjednoczonych, Kanadzie oraz Austrii. Jego rzeźby znajdują się w parkach i ogrodach Warszawy, m.in. na Polu Mokotowskim, i – podobnie jak medale – w zbiorach prywatnych.
W październiku 2010 został odznaczony Brązowym Medalem „Zasłużony Kulturze Gloria Artis”.

## Życie prywatne
Jego ojcem był artysta plastyk Wiesław Müldner-Nieckowski, bratem pisarz i lekarz Piotr Müldner-Nieckowski, żoną aktorka Izabella Dziarska, a córką aktorka Sara Müldner.
Został pochowany na cmentarzu Bródnowskim (kw. 108I-1-29).